# Хаммонд (Луизиана)
Хаммонд (англ. Hammond) — город в приходе Танджипахоа в штате Луизиана в Соединённых Штатах Америки.
Согласно проведённой в 2020 году переписи населения США, число жителей города составляло 19 584 человека; это первый в округе и пятнадцатый в штате город по численности населения.

## История
Город назван в честь Питера Хаммонда (1798–1870), фамилия которого была англицирована от Питера из Хаммердала — шведского иммигранта. Хаммонд использовал свои сбережения, чтобы купить тогда недорогую землю к северо-западу от озера Пончартрейн. Он разбил плантацию и держал не менее 30-и рабов-афроамериканцев. Хаммонд потерял свое богатство во время Гражданской войны в США, когда солдаты Армии Союза разграбили его имущество.
Во время Второй мировой войны аэропорт Хаммонда (ныне региональный аэропорт Хаммонда Нортшор) служил лагерем для военнопленных из нацистской Германии.
В 1925 году в Хаммонде распахнул свои двери студентам Юго-Восточный университет Луизианы.

## География
Хаммонд — крупнейший город в приходе Танджипахоа расположенный в 45 милях (72 км) к востоку от Батон-Ружа и в 45 милях (72 км) к северо-западу от Нового Орлеана.
По данным Бюро переписи населения США, общая площадь города составляет 12,8 квадратных миль (33 км2), из которых 12,8 квадратных миль (33 км2) — это суша и 0,08% — водная поверхность.

## Климат
Климат в этой области характеризуется жарким влажным летом и, как правило, мягкой или прохладной зимой. Согласно системе классификации климата Кёппена, в Хаммонде влажный субтропический климат, обозначенный «Cfa» на климатических картах.

## Известные уроженцы
- Алисса Карсон — медийная личность и энтузиаст космоса;
- Уэйд Майли — бейсболист;
- Ким Малки — баскетболистка и баскетбольный тренер;
- Джимми Нун — джазовый кларнетист и дирижёр;
- Робин Робертс — журналистка и телеведущая;
- Джейми Линн Спирс — актриса и певица.